# 신명여자중학교
신명여자중학교(信明女子中學校)는 대한민국 대구광역시 수성구 수성동1가에 있는 사립 중학교로, 이 학교는 아직 대한제국 시대 말기였던 1907년 10월 15일에 사립 경북대구신명여학교로 첫 개교되었다.

## 학교 연혁
- 1907년 10월 15일 : 미국 선교사 부인 마르다 스코트 부르엔(Martha Scott Bruen) 여사(초대 교장)가 남산동(현 동산동)에서 신명여학교 수업 개시
- 1915년 4월 1일 : 폴라드(H.E.Pollard) 교장 취임
- 1939년 4월 1일 : 일제의 종교 자유를 억압하는 신사참배 문제로 선교회 철수
- 1944년 4월 30일 : 「재단법인 대구남산여학교 유지재단」 설립
- 1944년 5월 1일 : 설립자 김충학 재단이사장에 취임
- 1945년 3월 15일 : 일제 교육정비령에 의하여 교명을 대구남산고등여학교로 변경
- 1945년 8월 15일 : 교명을 신명여자중학교로 환원
- 1948년 4월 27일 : 신명여자중학교를 문교 제16호로 6년제 15학급 인가
- 1948년 9월 21일 : 황윤섭 교장 취임
- 1950년 5월 15일 : 학제변경에 의하여 신명여중과 대구남산여고로 분리
- 1953년 4월 30일 : 대구시 하동(현 수성동) 96번지에 교사 14교실 신축 낙성
- 1964년 3월 17일 : 재단법인을 학교법인으로 조직 변경(사립학교법 제2조에 의거)
- 1979년 10월 19일 : 체육관 준공(연건평 600평)
- 1986년 3월 4일 : 학교법인 명칭을 대구남산학원으로 변경 인가
- 1998년 8월 17일 : 본관 4층 35교실 개축 준공(4,127.76m2, 수위실 66.10m2)
- 2005년 9월 13일 : 김명한 이사장 취임
- 2020년 9월 1일 : 제17대 공태원 교장 취임
- 2022년 2월 10일 : 제108회 졸업식
- 2022년 3월 2일 : 제115회 입학식

## 참고 자료
- 신명여자중학교 - 한국교육학술정보원 학교알리미